# Vransko jezero (Cres)
Vransko jezero – jezioro w Chorwacji, położone na adriatyckiej wyspie Cres.

## Opis
Zajmuje powierzchnię 5,75 km². Jego wymiary to 5,5 × 1,5 km, a maksymalna głębokość to 75 m. Całkowita objętość to 220 mln m³. Jego wody wypełniają kryptodepresję. Zaopatruje w wodę pitną nie tylko Cres, ale także wyspę Lošinj.
W jeziorze żyją następujące gatunki ryb: sum pospolity, lin, węgorz europejski i kleń.